# حركة الاسترداد
تعد حركة الاسترداد حركة مقاومة للديون وخطة احتيالية تنشط أساسًا في الولايات المتحدة وكندا. يزعم المشاركون أنه يُنشأ صندوق سري لكل فرد عند ولادته، وأنه يوجد إجراء «لاسترداد» أو استعادة هذا الصندوق لدفع الفواتير. تتضمن مخططات الاسترداد الشائعة قبول القيمة (إيه فور فّي)، وحسابات الخزينة المباشرة (تي دي إيه) ومجموعات الأطراف الدائنة المضمونة.
رغم حفاظ الحركة على استمرارها منذ التسعينيات، لكن نظرياتها خاطئة وغير مجدية. ويمكن أن يواجه المشاركون في مخططات الاسترداد، وخاصةً الذين يروجونها لأشخاص آخرين، تهمًا جنائية وسجن. أصدرت عدة مؤسسات حكومية تحذيرات بشأن الطابع الاحتيالي لمخططات الاسترداد.
يجب عدم الخلط بين أفكار حركة الاسترداد وحق الاسترداد القانوني الفعلي، والذي يجوز بموجبه للمدين إعادة شراء الممتلكات المحصلة كضريبة  أو المحبوسة كرهن، إما عن طريق سداد رصيد الدين أو عن طريق مطابقة السعر الذي تباع به الممتلكات.

## لمحة تاريخية
تعد حركة الاسترداد فرعًا من منظمة بوسي كوميتاتوس، وهي منظمة شعبية يمينية أمريكية أسسها زعماء طائفة الهوية المسيحية من البيض المتعصبين في عام 1969. نددت بوسي بضريبة الدخل، والعملة المستندة إلى الدين، وتحصيل الديون باعتبارها أدوات للسيطرة اليهودية على البلاد. ووجدت جمهورًا بين المزارعين الذين أصيبوا بكساد زراعي في سبعينيات وثمانينيات القرن العشرين. كان روجر إلفيك من أبرز المؤيدين وهو مزارع سابق من داكوتا الشمالية فقد مزرعته في صفقة تجارية. وأصبح المتحدث الوطني باسم لجنة الولايات، وهي المنظمة الخلف لبوسي شاركت في تمرد علني ضد السلطات الضريبية. باع إيلفيك كتابًّا بعنوان صفقة الاسترداد، شجع فيه الناس على المطالبة باسترداد مبالغ ضخمة ومكافآت المعلومات من دائرة الإيرادات الداخلية، ومن ثم سداد ديونهم بـ«حوالة تدفع عند الطلب» (شيكات لا قيمة لها) تصدرها شركته الخاصة، كومون تايتل بوند أند ترست (سند وثقة العنوان المشترك). أدين إيلفيك والعديد من شركائه وسجنوا بسبب أنشطتهم.
استمرت خطط إلغاء الديون والمحاكمات المماثلة لخطط ومحاكمات إيلفيك خلال التسعينيات، وشملت مشروع الحفاظ على المزارع الأسرية وشركة مونتانا الحرة. استأنف إيلفيك أنشطته بعد إطلاق سراحه في عام 1997، وقدم ندوات في جميع أنحاء البلد، فارتفع استخدام خطط الاسترداد. اتهمته ولاية أوهايو بالنشاط التجاري الفاسد في عام 2005 وحُكم عليه بالسجن أربع سنوات.
بحلول أواخر التسعينيات، أصبح الاعتقاد في وجود حساب مصرفي سري عنصرًا أساسيًا في خطط الاسترداد. لم يُعرف أصل هذه الفكرة، ولكن ظهرت عناصر منها في قضية لودي ضد لودي (1981، مقاطعة شاستا، كاليفورنيا). رفع المدعي أوريست لودي في تلك القضية دعوى ضد «أوريست لودي، المستفيد»، وقدم شهادة ميلاد كدليل على أن المدعى عليه كان يتحكم في ممتلكاته، وقدم شكواه إلى مصلحة الضرائب الأمريكية. رفضت محكمة مقاطعة شاستا العليا قضية المدعي لودي للفشل في تقديم مطالبة. أيدت محكمة الاستئناف الرفض، ووافقت على أن «شهادة ميلاد المدعي لم تنشئ صندوقًا خيريًا» وأن القضية كانت «شكوى شكلية تافهة».

## طرق الاسترداد المزعومة
تختلف تفاصيل مخططات الاسترداد، لكنها تستند عادةً إلى الافتراضات نفسها: (1) التمييز بين الفرد الحي والشخص الاعتباري المقابل أو «رجل القش»، (2) الممتلكات القيمة المرتبطة بالشخص الاعتباري، التي يملكها الفرد الحي شرعًا، و(3) إجراء مفترض يمكن للفرد من خلاله المطالبة بالممتلكات لسداد الديون. يبرر المروجون هذه الافتراضات بحكايات تاريخية مفصلة. ويزعم التفسير الأكثر شيوعًا أن الولايات المتحدة أفلست عندما تخلت عن غطاء الذهب في عام 1933 وبدأت في استخدام مواطنيها كضمان لتتمكن من اقتراض الأموال.
تشمل الإجراءات المفترضة لاستخدام أموال «رجل القش» غير الموجودة:
- تقديم بيان تمويل القانون التجاري الموحد-1 (يو سي سي-1) أو بيان القانون التجاري الموحد-3 (يو سي سي-1) المعدل ضد رجل القش[17]
- تمرير شهادة الميلاد أو أي مستند رسمي آخر بافتراض أنه سند[18]
- تقديم المستندات لأمين الخزانة[17]
- إثبات حق الملكية الفكرية لاسم معين[19]
- دفع الفواتير بشيكات مطبوعة ذاتيًا أو بواسطة مروج تعرف بالكمبيالات أو الحوالات[1] التي تدفع عند الطلب[17][20]
- تحميل الفواتير على «حساب الخزينة المباشر» المحدد برقم الضمان الاجتماعي[21]
- إعادة الفواتير وخطابات التحصيل وإخطارات المحكمة مع عبارة «مقبولة القيمة» وعبارات أخرى مختومة أو مكتوبة عليها[19][17]
- الإبلاغ عن الصناديق كضريبة مقتطعة عن طريق نموذج خصم الإصدار الأصلي-1099 (أوآي دي-1099) لتعويض الالتزامات الضريبية[22]
- المطابقة بالحبر الأحمر[19]
- عندما يجد المشاركون أنفسهم في وضع أسوأ بعد اتباع الإجراءات، غالبًا ما يقال لهم إنهم اتبعوها بطريقة خاطئة.[23]

## الردود الرسمية
نجحت حكومة الولايات المتحدة في مقاضاة وإدانة عدد من المشاركين في خطة الاسترداد. شملت الإدانات التزوير، وتقديم معلومات كاذبة، وتمرير أدوات مالية وهمية، والاحتيال على الولايات المتحدة، والتزييف، وإعاقة الإدارة، وتقديم إقرارات ضريبية كاذبة، وغسيل الأموال والاحتيال الإلكتروني.
لا تفي عمليات الاسترداد في تسديد الديون، فضلًا عن مخاطر التهم الجنائية المترتبة عليها. في قضية غلق الرهن لعام 2007 المكرر ذكرها، حاولت إحدى المدينات سداد رهن منزلها باستخدام «كمبيالة» بناءً على اقتراح المروج بارتون بوتس. خلصت إحدى المحاكم المحلية في الولايات المتحدة إلى أن «السلطات القانونية التي استشهدت بها المدعية والوقائع التي تدعيها تشير إلى أنها لم تقدم عطاءات للدفع، بل ورقة عديمة القيمة. ووصلت المحاكم الأخرى التي تناولت مطالبات مماثلة تقريبًا لمطالبات المدعي إلى نفس الحكم».
أصدرت العديد من الوكالات الأمريكية تحذيرات ضد مخططات الاسترداد لتحذير الناس منها. نشر كل من مكتب التحقيقات الفيدرالي (إف بي آي) وموقع تراجيري ديريكت الإلكتروني بيانات تفيد بأن مخططات الاسترداد احتيالية. وحذر المفتش العام للخزانة ولجنة التجارة الفيدرالية ومختلف البنوك الاحتياطية الفيدرالية من أن الخزانة والبنوك الاحتياطية الفيدرالية لا تحتفظ بحسابات تمهيدية للأفراد ولن تحافظ على أي حساب تمهيدي فردي. أعلنت مصلحة الضرائب الأمريكية أن إسناد المسؤولية الضريبية إلى «رجل قش» هو موقف تافه يمكن أن يؤدي إلى غرامة إدارية تبلغ 5,000 دولار أمريكي، وأدرجت نموذج أو آي دي-1099 لخطة الاسترداد في قائمة «الدستة الفاسدة» للحيل الضريبية البارزة منذ عام 2009 حتى 2019. لاحظ مكتب المراقب المالي للعملة أنه بالإضافة إلى كونها احتيالية وغير فعالة، يمكن استخدام مخططات الاسترداد لسرقة الهوية. وفي خارج الولايات المتحدة، رد بنك الاحتياطي النيوزيلندي على طلب معلومات في عام 2017 بالقول إن شهادات الميلاد ليست أوراق مالية استثمارية وأن عمليات الاسترداد هي عمليات احتيالية.